# 王文斌
王文斌（1962年11月—），男，汉族，辽宁辽中人，中华人民共和国政治人物，曾任国务院国有资产监督管理委员会副主任、党委委员，中华人民共和国审计署党组成员、副审计长。
2022年11月24日，不再担任审计署副审计长职务。